# Jan Lattner
Jan Lattner (* 17. Dezember 1989 in Znojmo, Tschechoslowakei) ist ein tschechischer Eishockeyspieler, der seit April 2019 beim HC Innsbruck in der Erste Bank Eishockey Liga unter Vertrag steht.

## Karriere
Jan Lattner begann seine Karriere im Nachwuchsbereich des HC Znojemští Orli  und spielte als Junior auf der Position des Verteidigers. Am Ende der Saison 2008/09 debütierte er für die Profimannschaft des Vereins in der höchsten Spielklasse Tschechiens, der Extraliga, und erzielte dabei auch sein erstes Extraliga-Tor gegen den HC České Budějovice. Im Sommer 2009 verkauften die Adler ihre Extraliga-Lizenz an den HC Kometa Brno, so dass Lattner in der Folge in der zweitklassigen 1. Liga zum Einsatz kam. Bis 2001 spielte er parallel noch für die U20-Junioren des Vereins und wurde in dieser Zeit zum Stürmer (linker Flügelspieler) umgeschult.
Zur Saison 2011/12 wurde der inzwischen in Orli Znojmo umbenannte Verein in die Erste Bank Eishockey Liga aufgenommen, in der Lattner seither zu den offensivstärksten Spielern gehört. In der Saison 2012/13 wurde er mit 19 Toren zweitbester Torschütze des Klubs, in der folgenden Saison Zweiter der Scorerwertung. Im April 2014 nahm er an einem Probetraining bei Dinamo Riga teil, unterschrieb letztlich aber einen neuen Zweijahresvertrag bei den Znaimer Adlern.
Im April 2019 wechselte Lattner zum HC Innsbruck.

## Karrierestatistik
(Legende zur Spielerstatistik: Sp oder GP = absolvierte Spiele; T oder G = erzielte Tore; V oder A = erzielte Assists; Pkt oder Pts = erzielte Scorerpunkte; SM oder PIM = erhaltene Strafminuten; +/− = Plus/Minus-Bilanz; PP = erzielte Überzahltore; SH = erzielte Unterzahltore; GW = erzielte Siegtore; 1 Play-downs/Relegation; Kursiv: Statistik nicht vollständig)